# Paris (canción de The Chainsmokers)
«Paris» es una canción producida por el dúo estadounidense DJ The Chainsmokers. Presenta voces no acreditadas de la cantautora estadounidense Emily Warren, quién también coescribió "Don't Let Me Down". Fue lanzado el 13 de enero de 2017 como el primer sencillo de su álbum de debut, Memories... Do Not Open, a través de Disruptor Records y Columbia Records. Esté servido para Top 40 radiofónico el 17 de enero de 2017, como el sencillo de radio de seguimiento de "Closer".
Alcanzó el top 10 en Estados Unidos Billboard Hot 100. El sencillo se convirtió en el cuarto número uno del dúo en la lista Billboard Dance/Mix Show Airplay en su edición del 25 de febrero de 2017, y su quinto número uno en la lista Dance/Electronic Songs de la revista en su edición del 11 de marzo de 2017.

## Video musical
El 12 de enero de 2017 se publicó en YouTube el primer vídeo promocional de la canción «Paris». Fue dirigido por Rory Kramer. Rodado en la ciudad mexicana de Tulum, el vídeo está protagonizado por la modelo estadounidense Alexis Ren.
El vídeo musical oficial de «Paris» se rodó en Los Ángeles y se estrenó el 16 de febrero de 2017. En él se muestra al dúo (Drew Taggart y Alex Pall) caminando, intercalado con tomas de ellos y de la modelo estadounidense Martha Hunt, que protagoniza el vídeo.

## Posicionamiento en listas

### Semanales
| Lista (2017)                                | Mejor posición |
| ------------------------------------------- | -------------- |
| Argentina Anglo (Monitor Latino)            | 14             |
| Australia (ARIA)                            | 4              |
| Australia Dance (ARIA)                      | 1              |
| Austria (Ö3 Austria Top 40)                 | 6              |
| Bélgica (Flandes) (Ultratop 50)             | 5              |
| Bélgica (Valonia) (Ultratop 50)             | 13             |
| Canadá (Canadian Hot 100)                   | 2              |
| Canadá (CHR/Top 40)                         | 2              |
| Canadá (Hot AC)                             | 14             |
| Colombia (National-Report)                  | 50             |
| República Checa (Rádio Top 100)             | 59             |
| República Checa (Singles Digitál Top 100)   | 3              |
| Dinamarca (Tracklisten)                     | 2              |
| Finlandia (OFC)                             | 5              |
| Francia (SNEP)                              | 29             |
| Alemania (Media Control AG)                 | 3              |
| Germany Dance (Official German Charts)      | 1              |
| Hungría (Rádiós Top 40)                     | 19             |
| Hungría (Single Top 40)                     | 24             |
| Irlanda (IRMA)                              | 3              |
| Italia (FIMI)                               | 9              |
| Japón (Japan Hot 100)                       | 34             |
| Letonia (Latvijas Top 40)                   | 3              |
| Líbano (Lebanese Top 20)                    | 6              |
| Malasia (RIM)                               | 2              |
| México (Billboard Ingles Airplay)           | 2              |
| Países Bajos (Dutch Top 40)                 | 4              |
| Países Bajos (Mega Single Top 100)          | 4              |
| Nueva Zelanda (Recorded Music NZ)           | 5              |
| Noruega (VG-lista)                          | 3              |
| Filipinas (Philippine Hot 100)              | 36             |
| Portugal (AFP)                              | 4              |
| Russia Airplay (Tophit)                     | 36             |
| Escocia (Scottish Singles Sales Chart)      | 6              |
| Eslovaquia (Rádio Top 100)                  | 35             |
| Eslovaquia (Singles Digitál Top 100)        | 4              |
| Eslovenia (SloTop50)                        | 8              |
| España (Top 100 Canciones)                  | 13             |
| Suecia (Sverigetopplistan)                  | 2              |
| Suiza (Schweizer Hitparade)                 | 8              |
| Reino Unido (UK Singles Chart)              | 5              |
| Estados Unidos (Billboard Hot 100)          | 6              |
| Estados Unidos (Adult Top 40)               | 16             |
| Estados Unidos (Hot Dance Club Songs)       | 11             |
| Estados Unidos (Hot Dance/Electronic Songs) | 1              |
| Estados Unidos (Mainstream Top 40)          | 3              |
| Estados Unidos (Rhythmic)                   | 15             |

## Certificaciones
| País   | Organismo certificador | Certificación | Ventas certificadas | Ref.   |
| ------ | ---------------------- | ------------- | ------------------- | ------ |
| México | AMPROFON               | 2× Platino    | 120,000             | [ 53 ] |